# Monica Theodorescu
Monica Theodorescu (Halle (Renânia do Norte-Vestfália), 2 de março de 1963) é uma adestradora alemã, tricampeã olímpica. 

## Carreira
Monica Theodorescu representou seu país nos Jogos Olímpicos de 1988, 1992 e 1996, na qual conquistou a medalha de ouro no adestramento individual e por equipes em 1988, e 1992 e 1996.